# Смолянка (Чернігівський район)
Смо́лянка — село в Україні, у Олишівській селищній громаді Чернігівського району Чернігівської області. Населення становить 728 осіб (на 01.01.2022 року). До 2017 орган місцевого самоврядування — Смолянська сільська рада.
Самоназва жителів: смолянці́, смоляне́ць, смо́лянська.

## Назва
Єдиної думки щодо походження назви не існує, згідно з найпоширенішою версією, село було названо за сусідньою річкою Смолянкою, яка згадується ще в польських люстраціях середини XVI ст. Така назва пояснюється видобутком смоли в цій місцині.

## Географія
Селом протікає річка Укша.

## Історія
1687 р. - перша письмова згадка про село.
За часів Війська Запорозького Смолянка перебувала у складі Олишівської сотні Ніжинського (а з 1752 р. — Київського) полків.

## Символіка
Затверджена 30 грудня 2013 р. рішенням сесії сільської ради. Герб є промовистим.

### Герб
Щит перетятий хвилястою лазуровою балкою зі срібною облямівкою; у верхньому червоному полі срібна підкова, обабіч якої — золоті місяць і 8-променева зірка; у нижньому зеленому полі золота бочка, з якої через край витікає чорна смола. Щит вписаний у золотий картуш і увінчаний сільською короною.
Підкова є головним елементом родового герба Шрамченків, вона зустрічається в символах Олишівської сотні та на сучасному гербі Олишівки, чим нагадує про історію населеного пункту. Місяць та зірка є давніми козацькими символами, до того ж вони присутні на гербі Куликівського району і вказують на сучасне адміністративне підпорядкування села. Бочка символізує смоляний видобуток у цій місцині.

### Прапор
Квадратне полотнище складається з двох рівновеликих горизонтальних смуг, червоної та зеленої; у центрі полотнища — герб села (висотою в 2/3 сторони полотнища).

## Транспорт
Із сходу на захід через село проходить Автошлях Т 2501. Він йде від Олишівки до Орлівки.

## Церква
У селі на вулиці Козлова знаходиться Свято-Миколаївська церква. Станом на 2017 рік — діюча, однак потребує ремонту. Настоятель храму — Савчук Арсеній Ростиславович.

## Відомі уродженці
- Гончар Павло Іванович — Герой Радянського Союзу. Народився 1905 року в селі Смолянка в селянській сім'ї. Проживав і працював в с. Семиполка, Сергієвського р-ну, Північно-Казахстанської обл. Призваний на фронт у 1941 році. Був сапером 1074-го стрілецького полку 314 стрілецької дивізії, воював на території північно-східного району Ленінградської обл. 17 квітня 1942 року Гончару було доручено зняти міни навколо підбитого танка. Знешкодивши міни він помітив німців. Потрібно було захищати екіпаж танка в якого закінчились боєприпаси. Гончар відкрив вогонь із автомата. Зав'язалась перестрілка, в ході якої 8 нацистів загинули, а інші відступили. Через три дні саперу було наказано охороняти інший підбитий танк, поки його екіпаж буде займатись ремонтом. І тут історія повторилась. Дві години тривав нерівний бій. Втративши кілька десятків солдат, нацисти змушені були припинити свої спроби захопити танк. У вересні 1942 року, роблячи на мінних полях проходи для танків, Гончар зняв 212 мін. Коли в січні 1943 року готувався прорив блокади Ленінграда, Павлу Івановичу доручили забезпечити просування танків через мінні поля. Він зняв тоді 128 мін. 12 січня 1943 року відважний сапер на жаль загинув. Його поховали в братській могилі біля селища Синявіно, розташованого за 63 кілометри на схід від Ленінграда. 22 лютого 1943 року Президія Верховної Ради СРСР присвоїла П. І. Гончару звання Герой Радянського Союзу — посмертно.

- Гончар Анатолій Федорович — доктор економічних наук, професор. У 1961 р. закінчив Одеський технологічний інститут ім. Й. В. Сталіна за спеціальністю «Економіка і організація промисловості продовольчих товарів». В 1991 році здобув ступінь доктора економічних наук за спеціальністю економіка планування організація правління народним господарством та його галузями (промисловість). У 1991 році здобув вчене звання професора на кафедрі економіки й ефективних форм інтеграції виробництва. Професор Гончар А. Ф. викладає курси: «Основи менеджменту», «Економічна теорія», «Судова бухгалтерія», «Правове регулювання зовнішньоекономічної діяльності», «Правове регулювання ринку цінних паперів». Професор Гончар А. Ф. має понад 100 наукових праць.
- Батьки українського футболіста Андрія Ярмоленка, який грав у чернігівській Десні та Динамо (Київ).

## Галерея

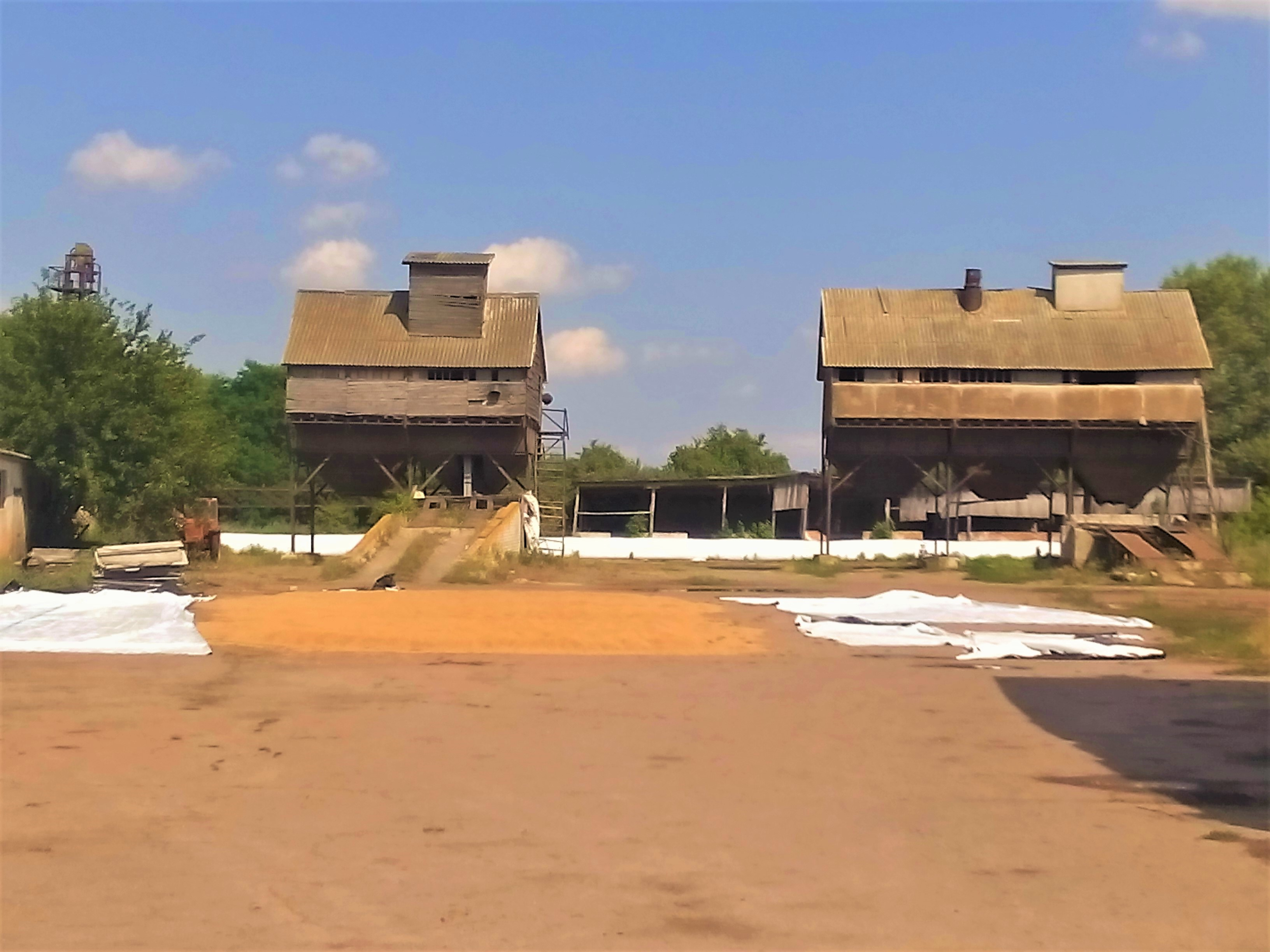
Елеватор на півночі села
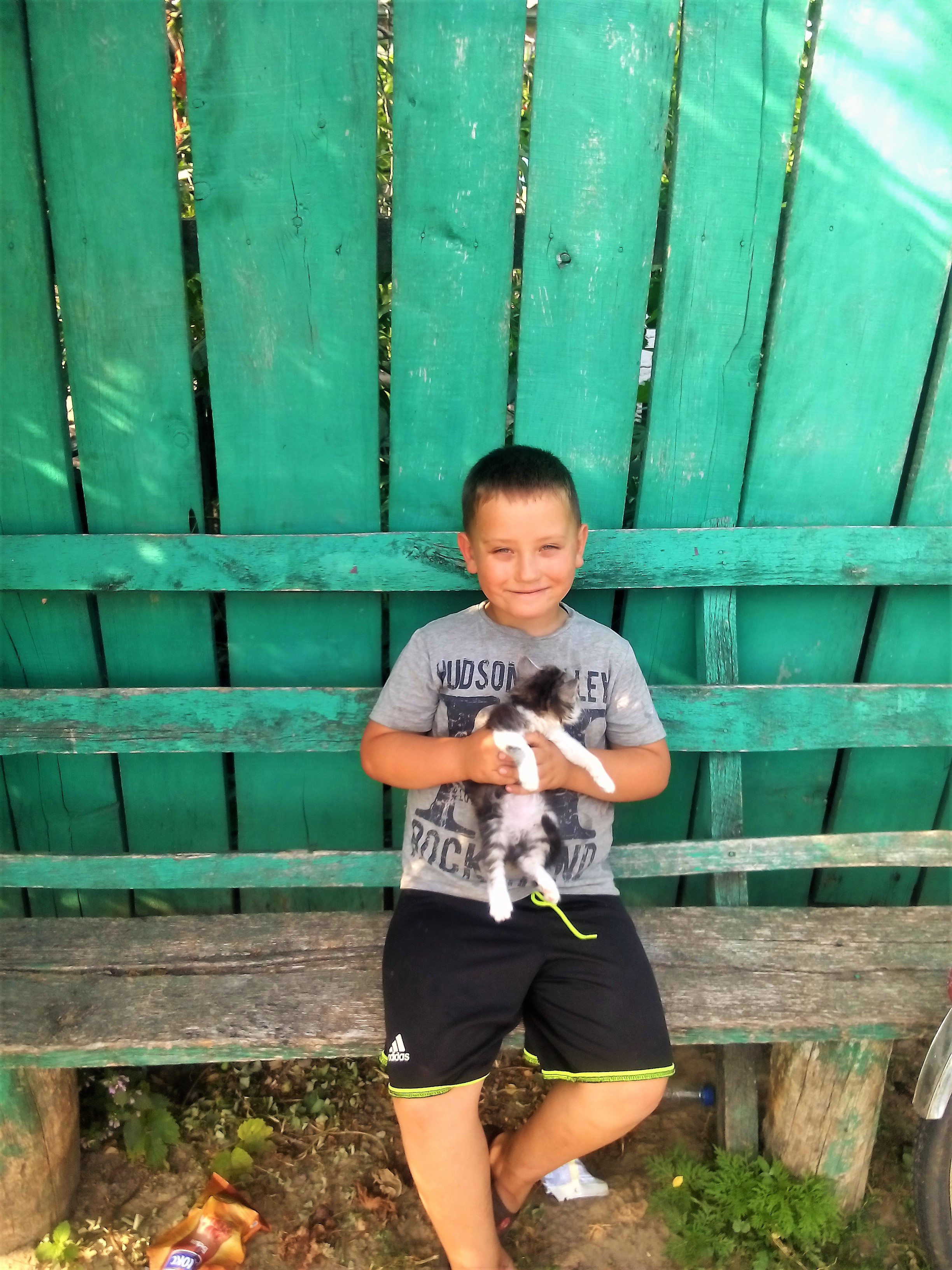
Місцевий житель
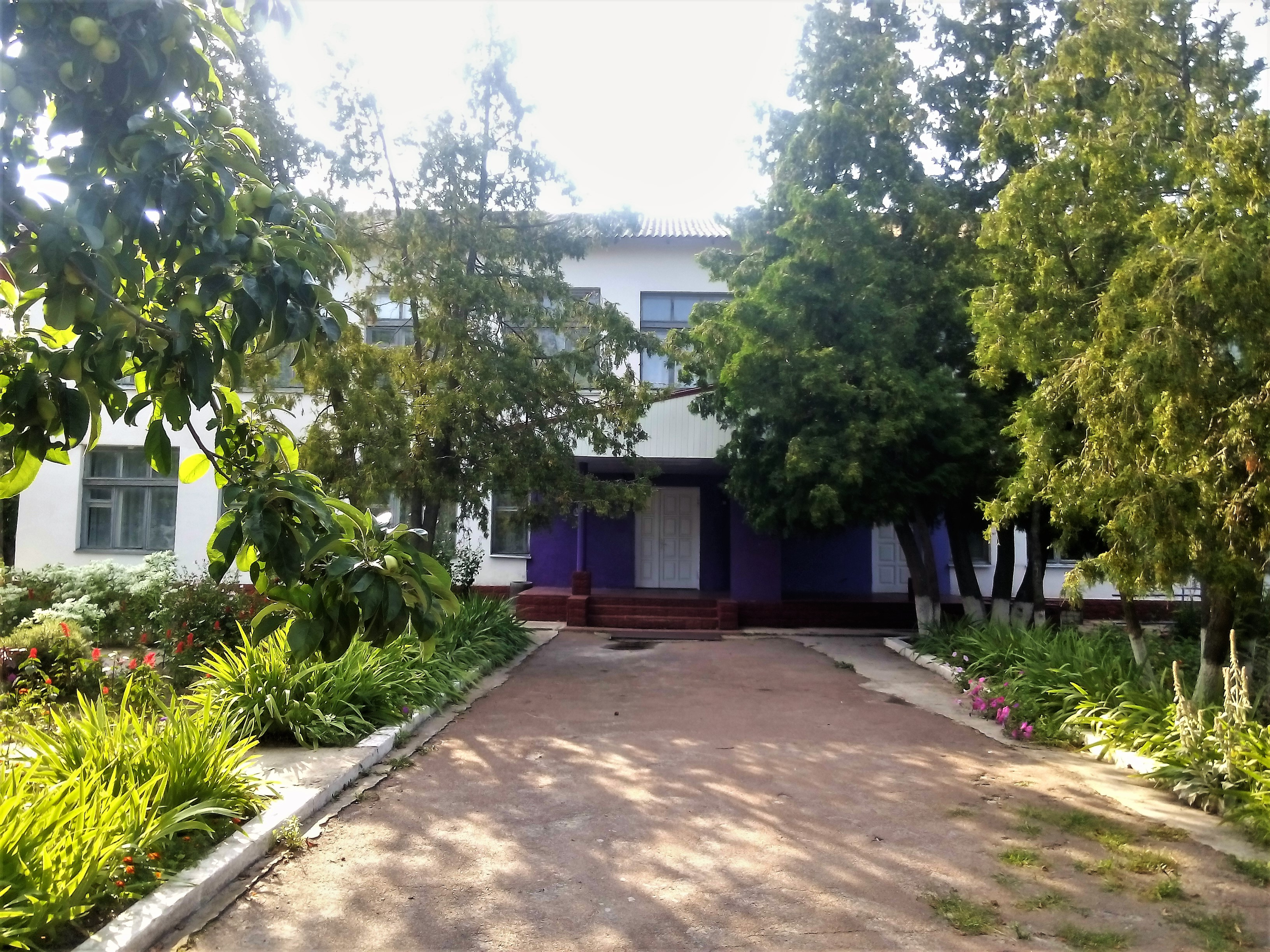
Школа
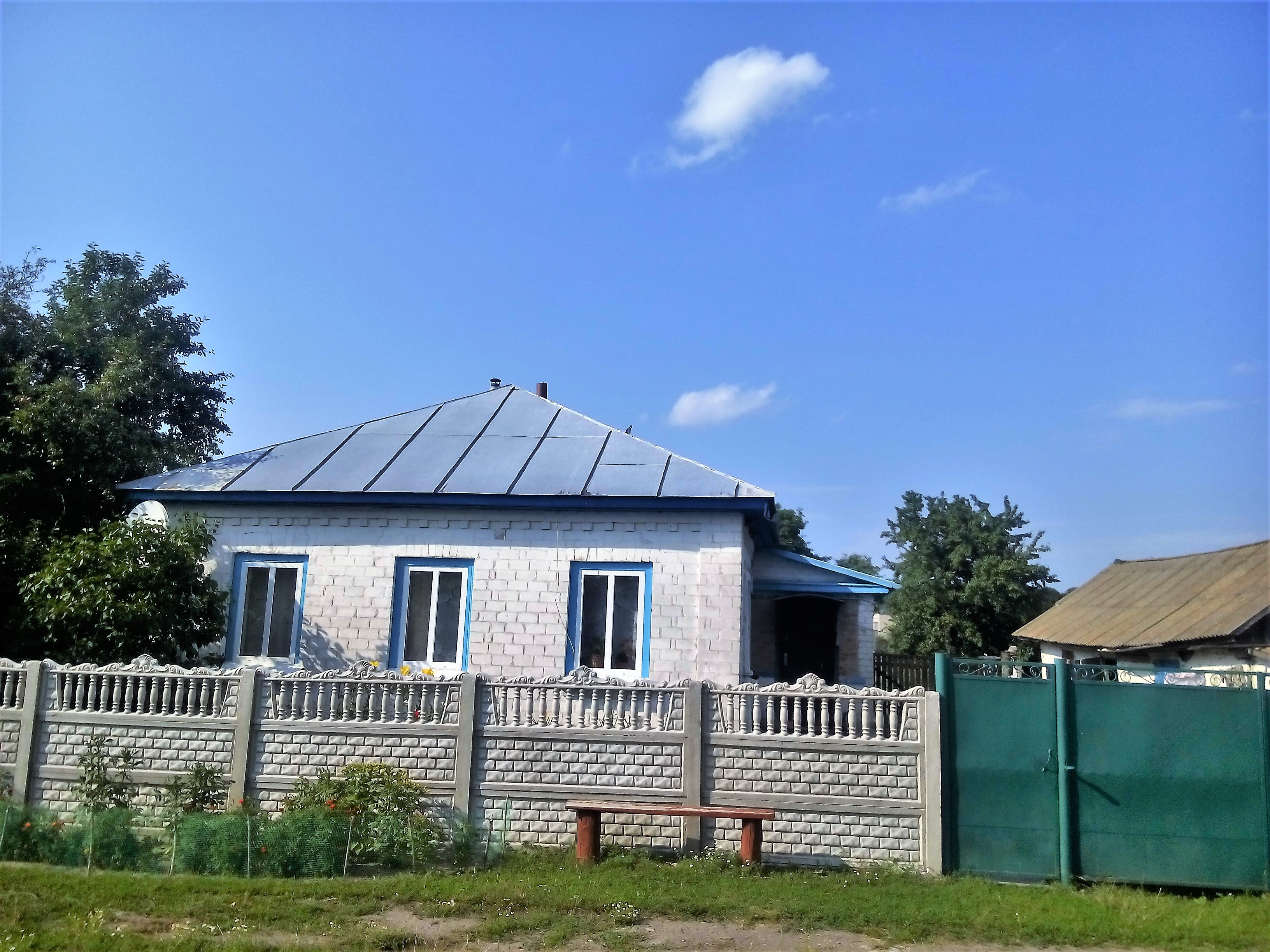
Типова хата
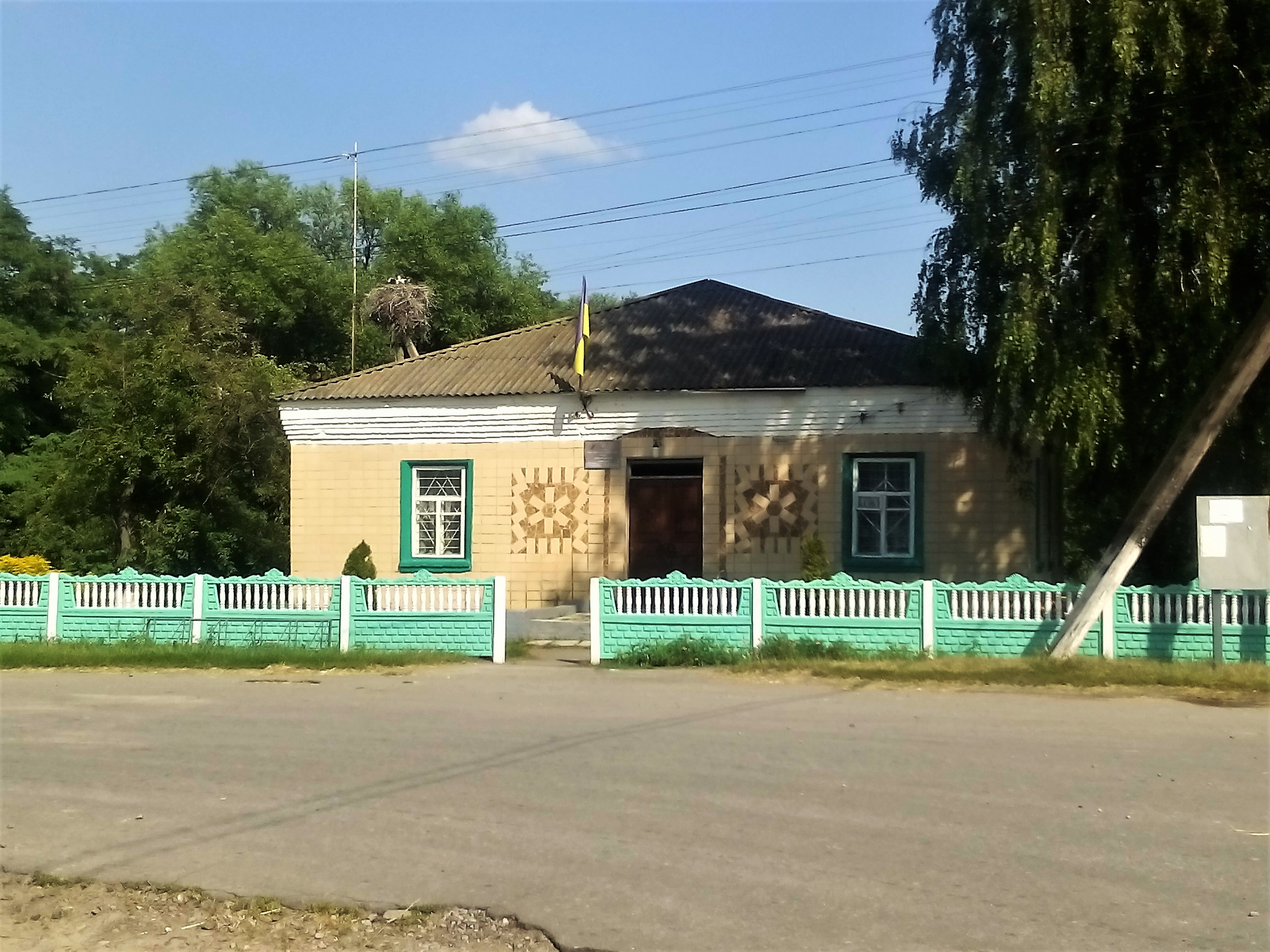
Сільрада
Свято-Миколаївська церква
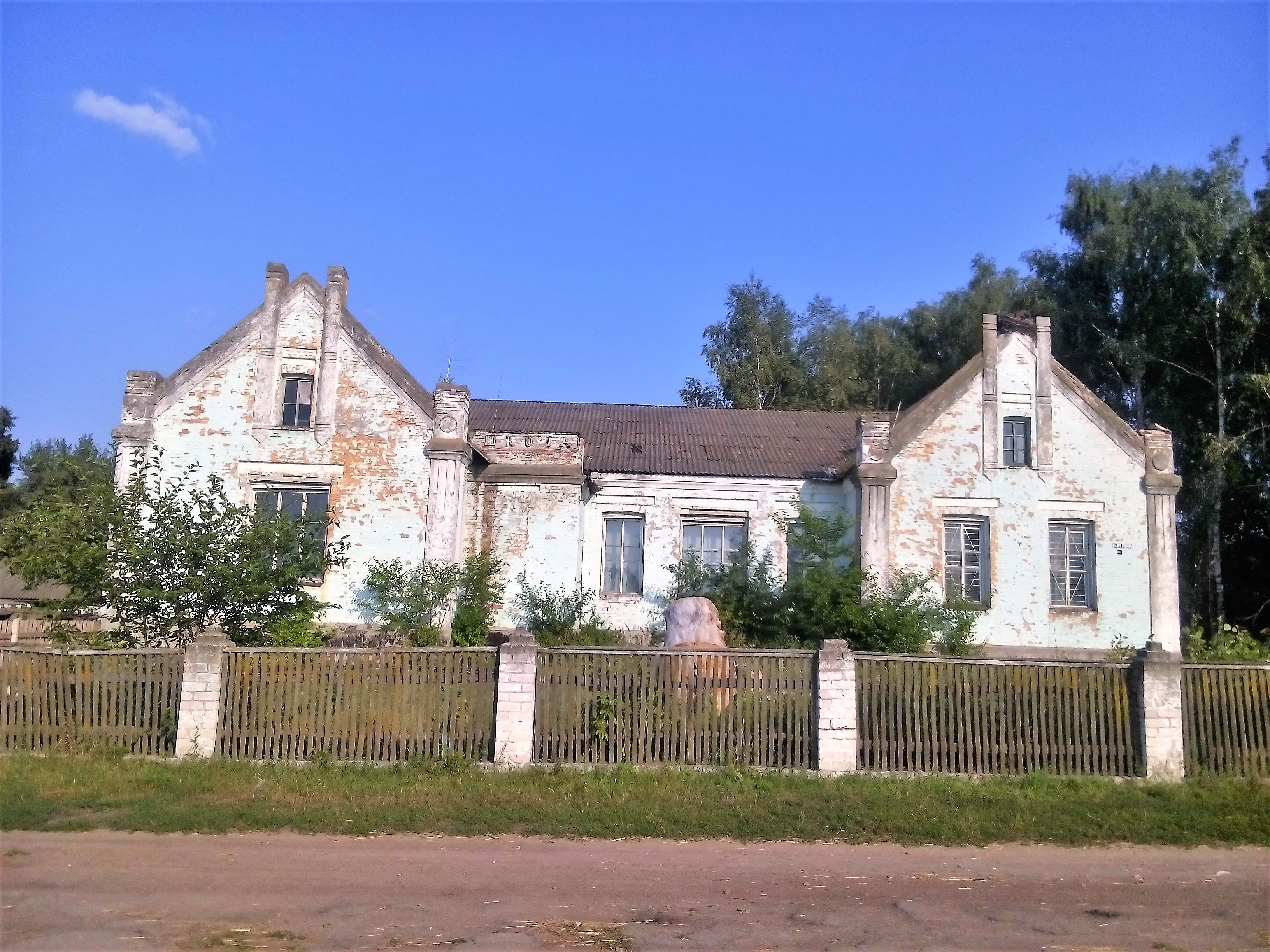
Покинута школа
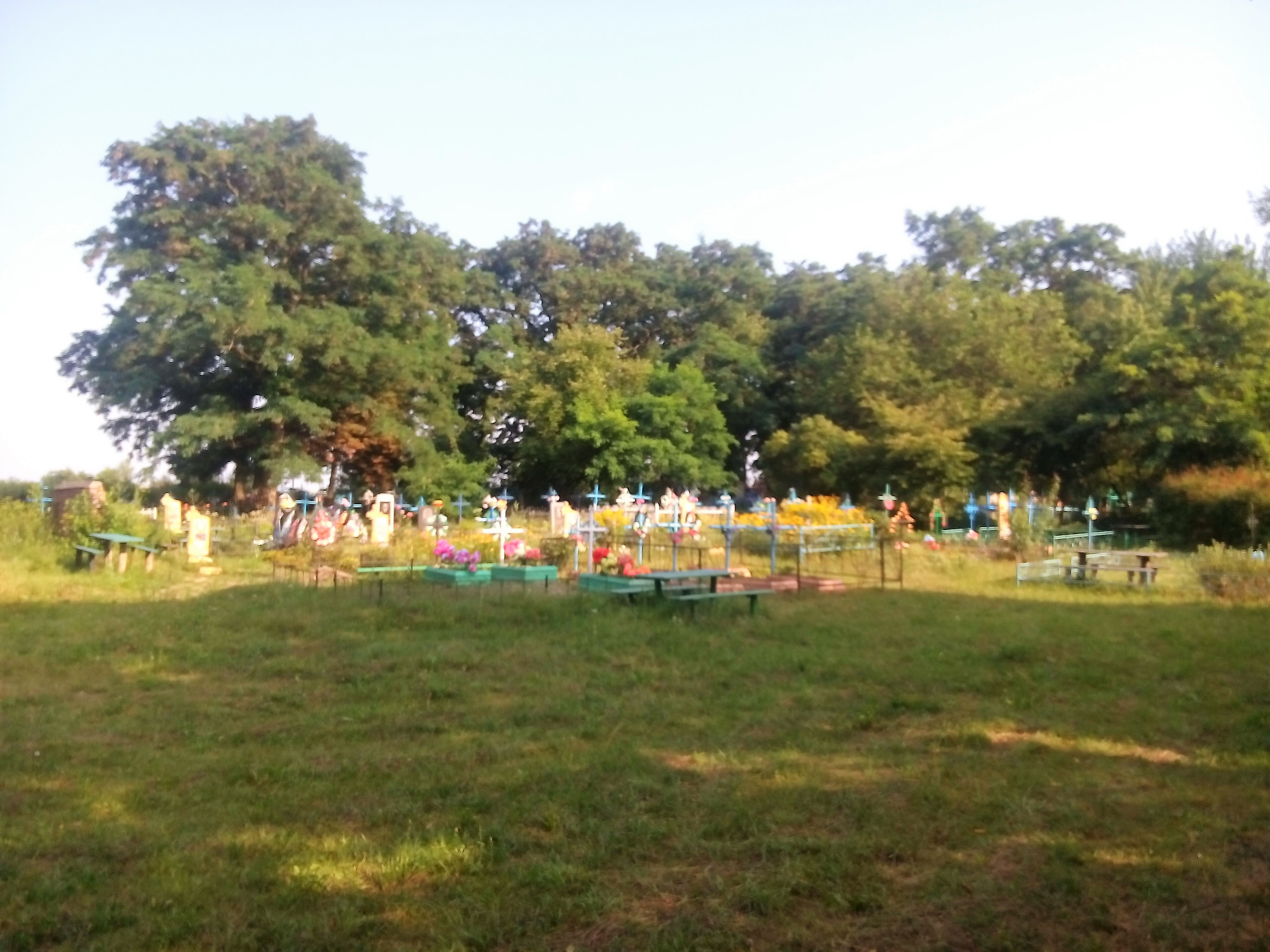
Кладовище
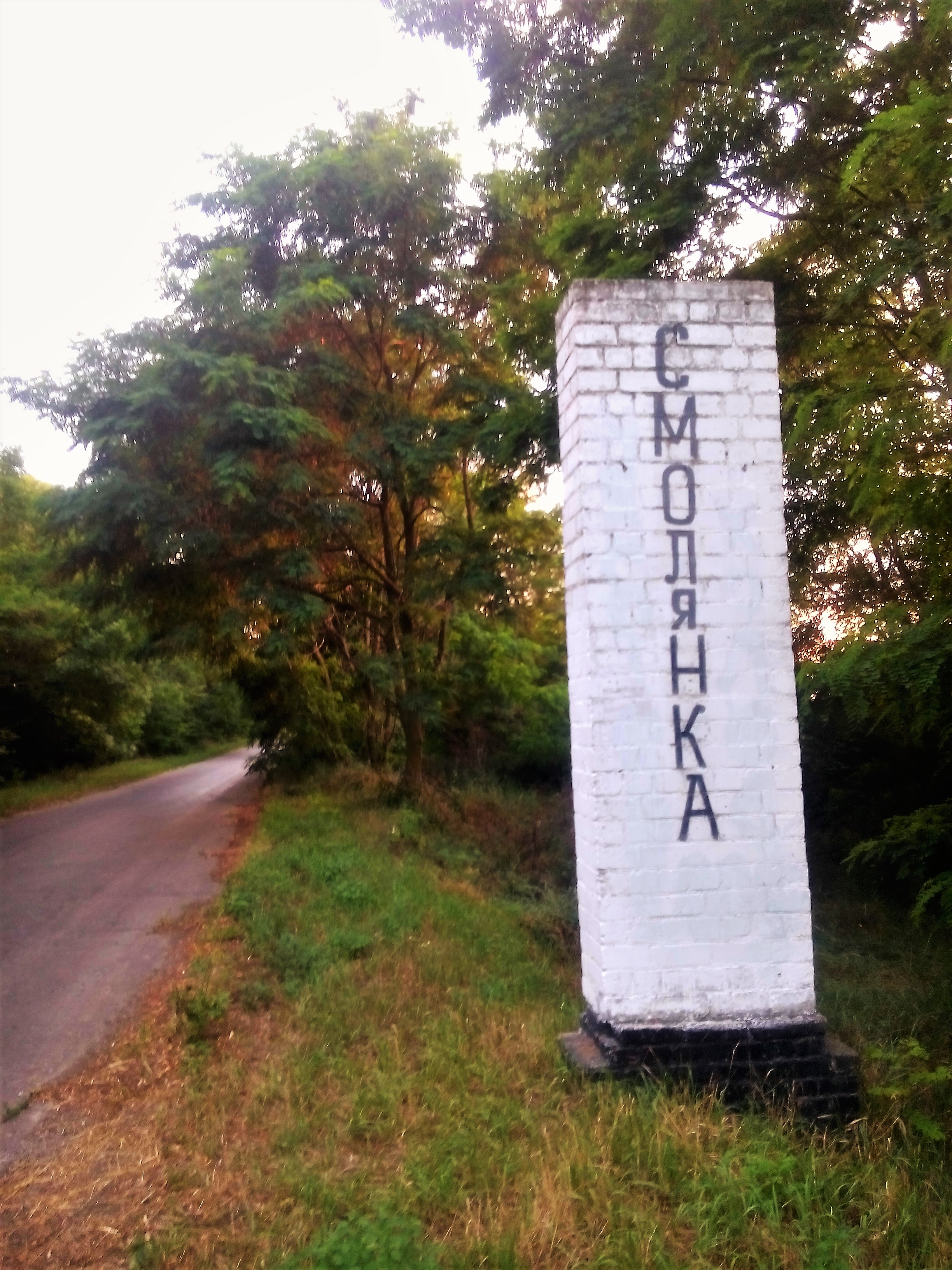
Знак села при в'їзді зі сторони села Орлівка
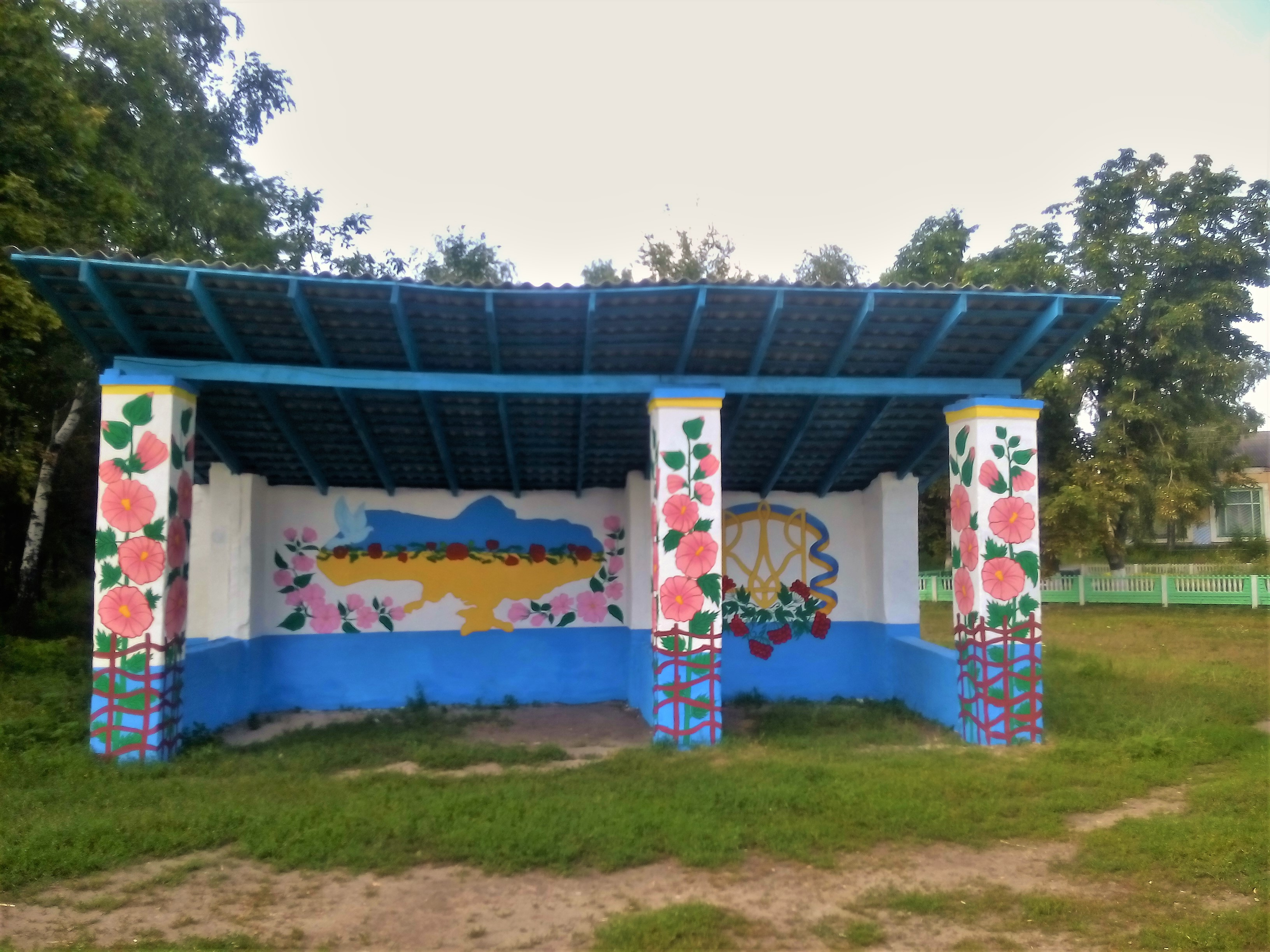
Зупинка автобуса в центрі
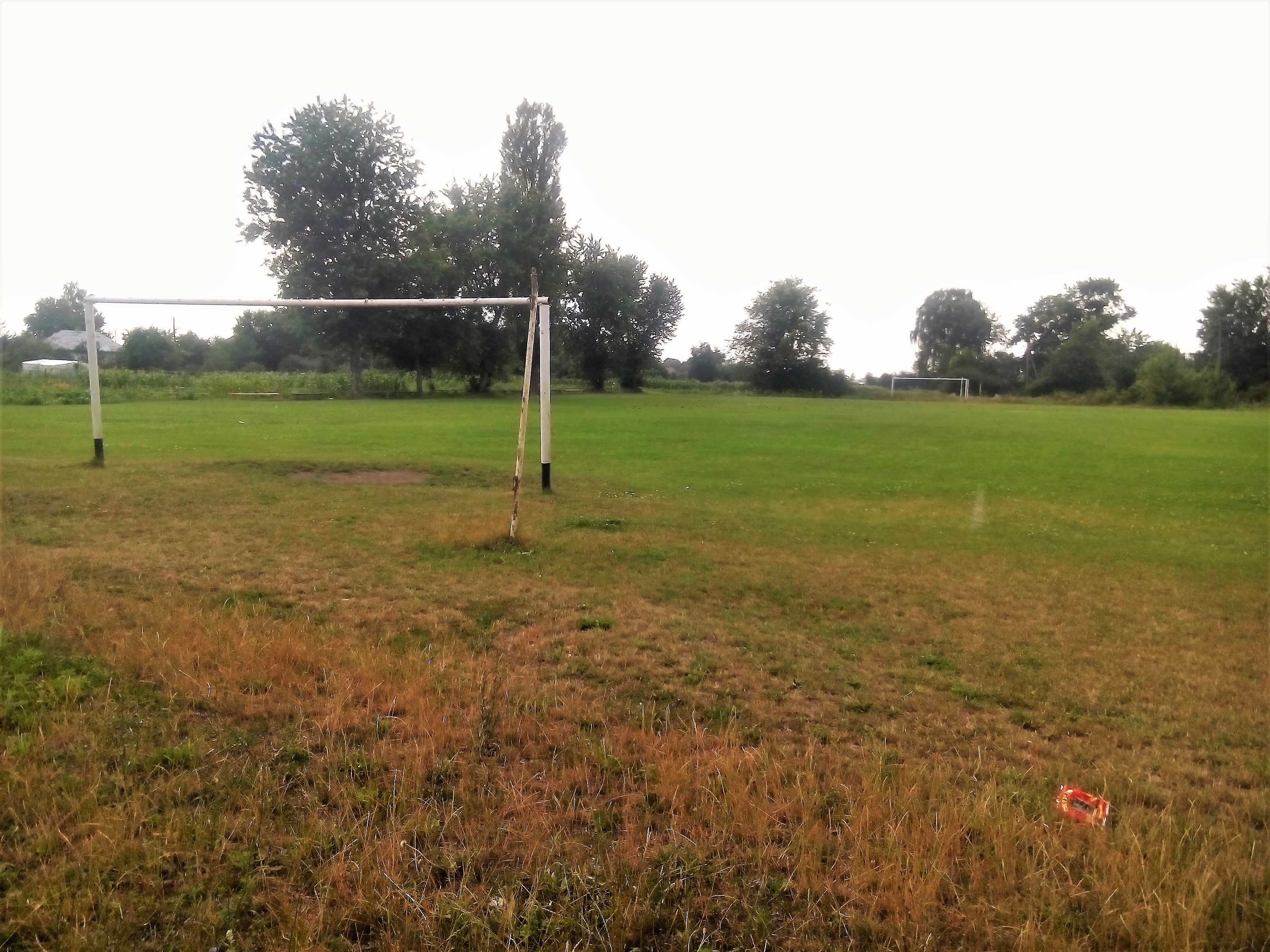
Стадіон
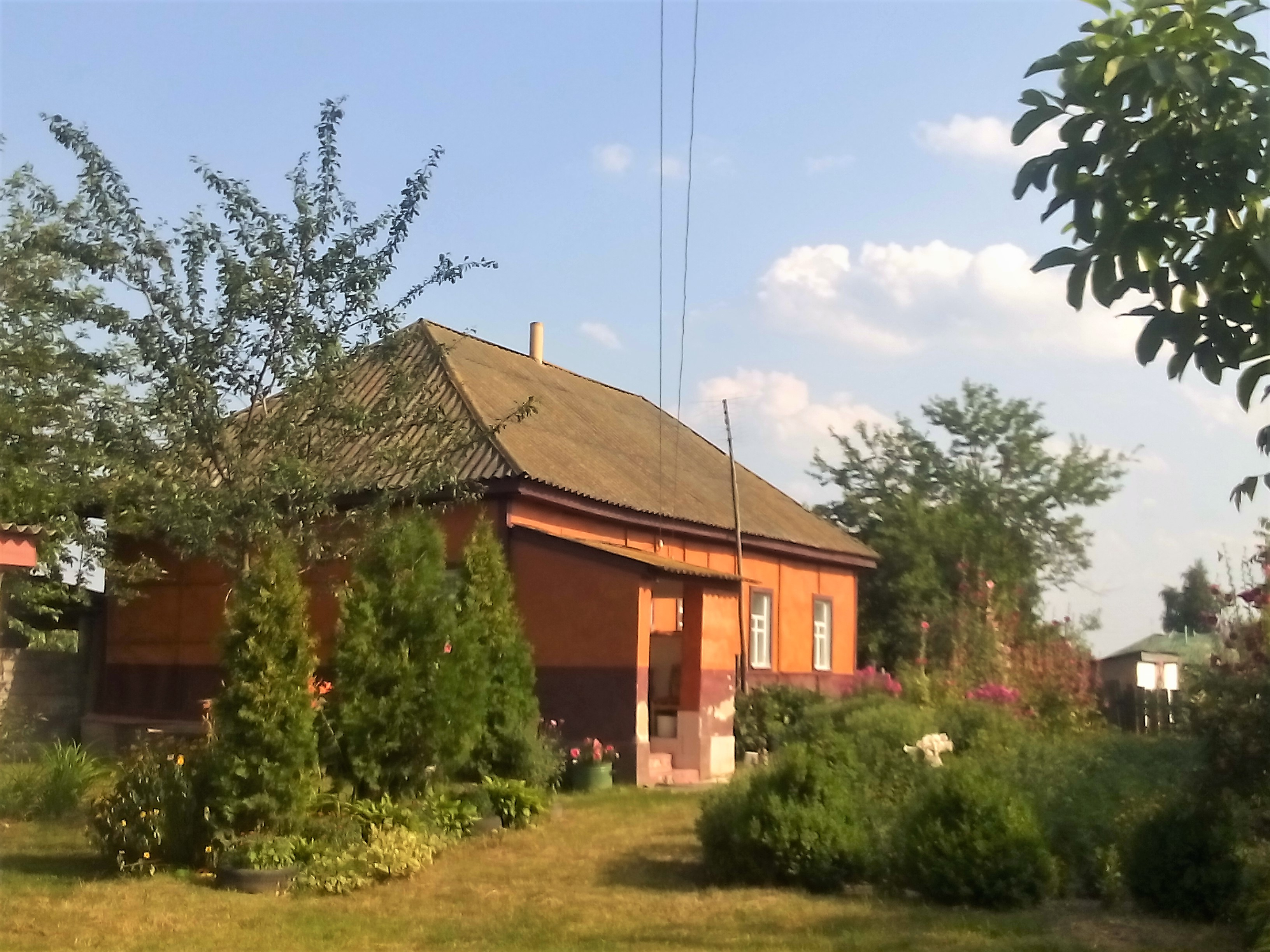
Оригінальний коричневий будинок
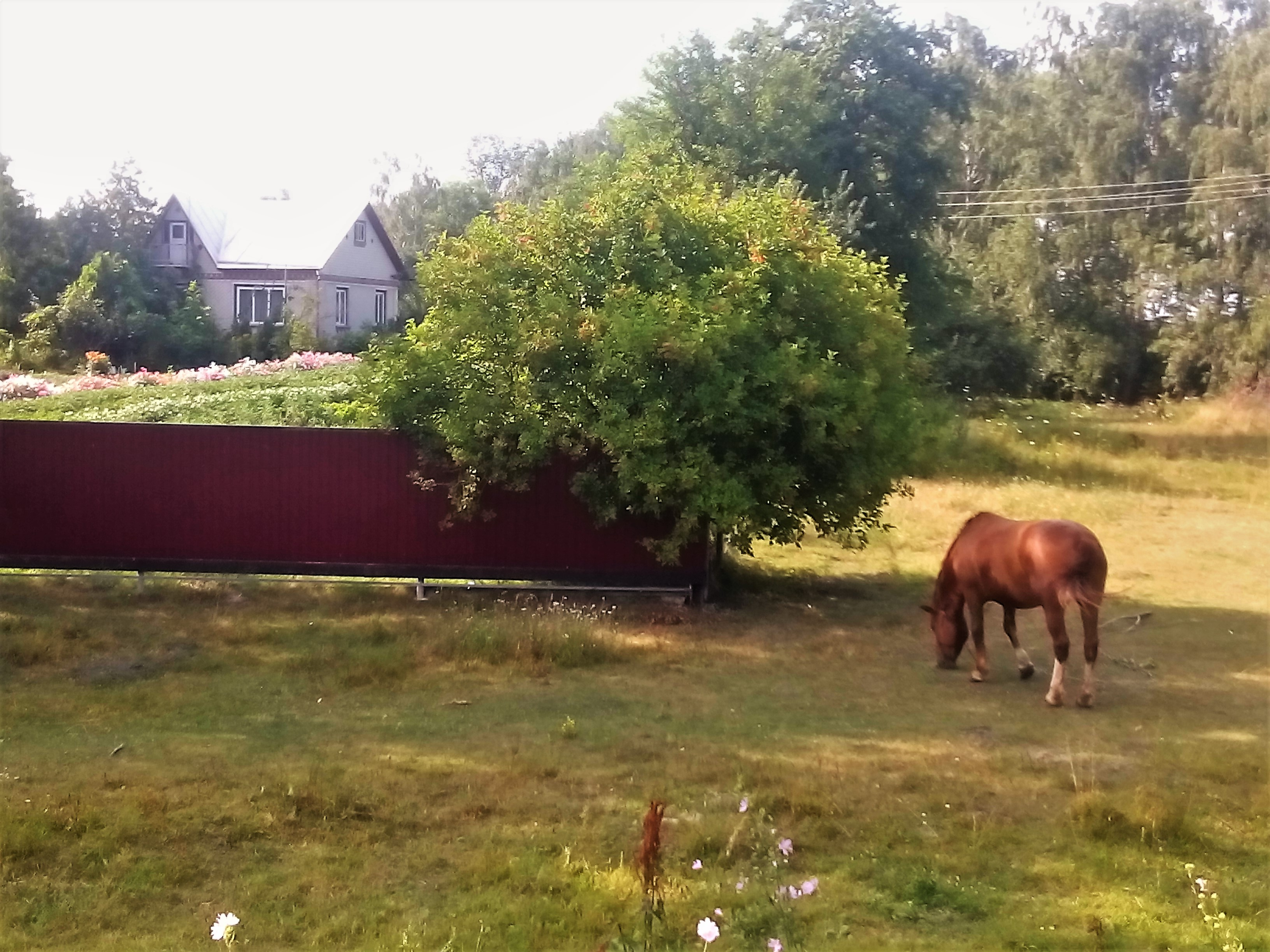
В селі багато коней
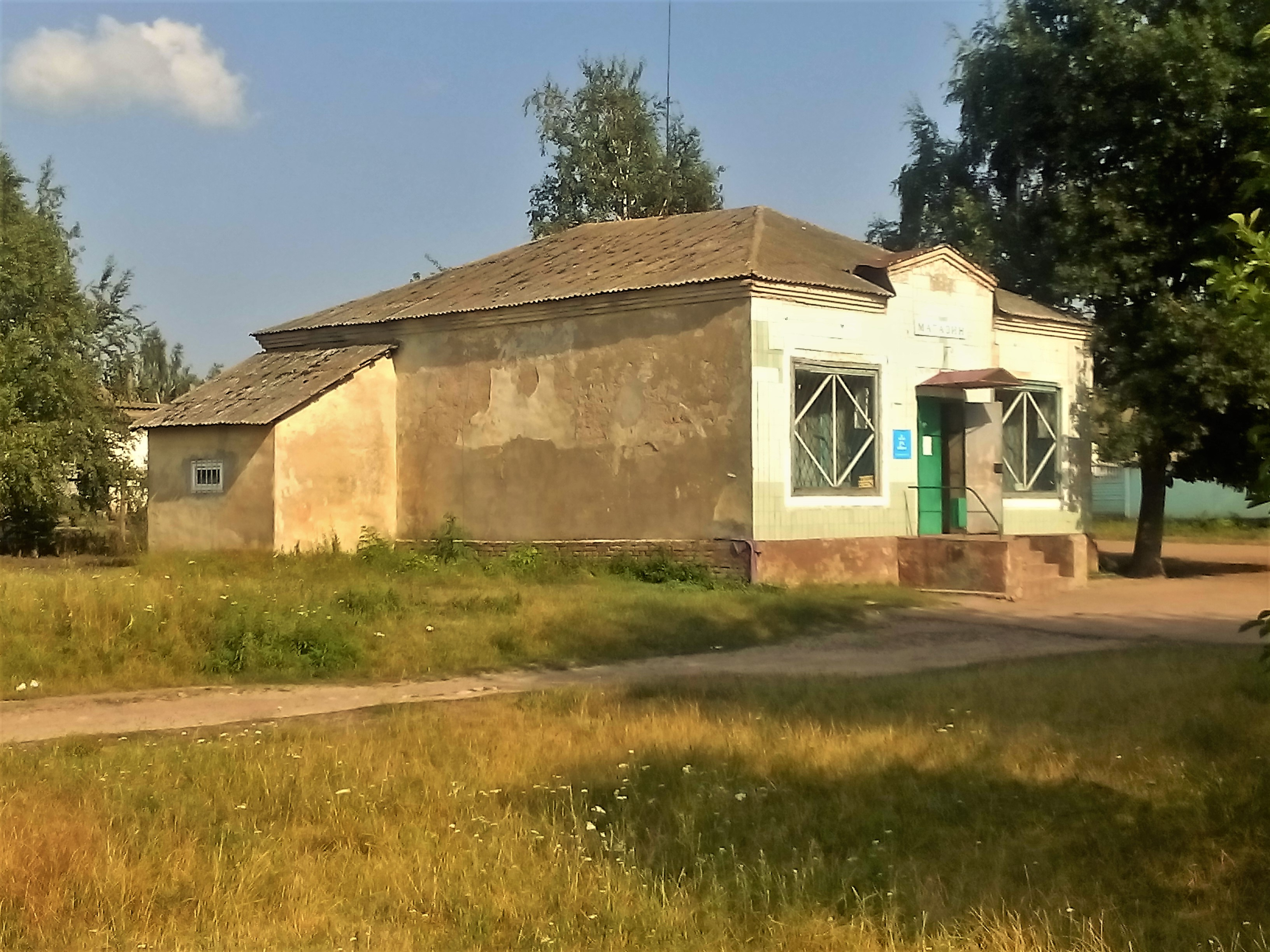
Магазин
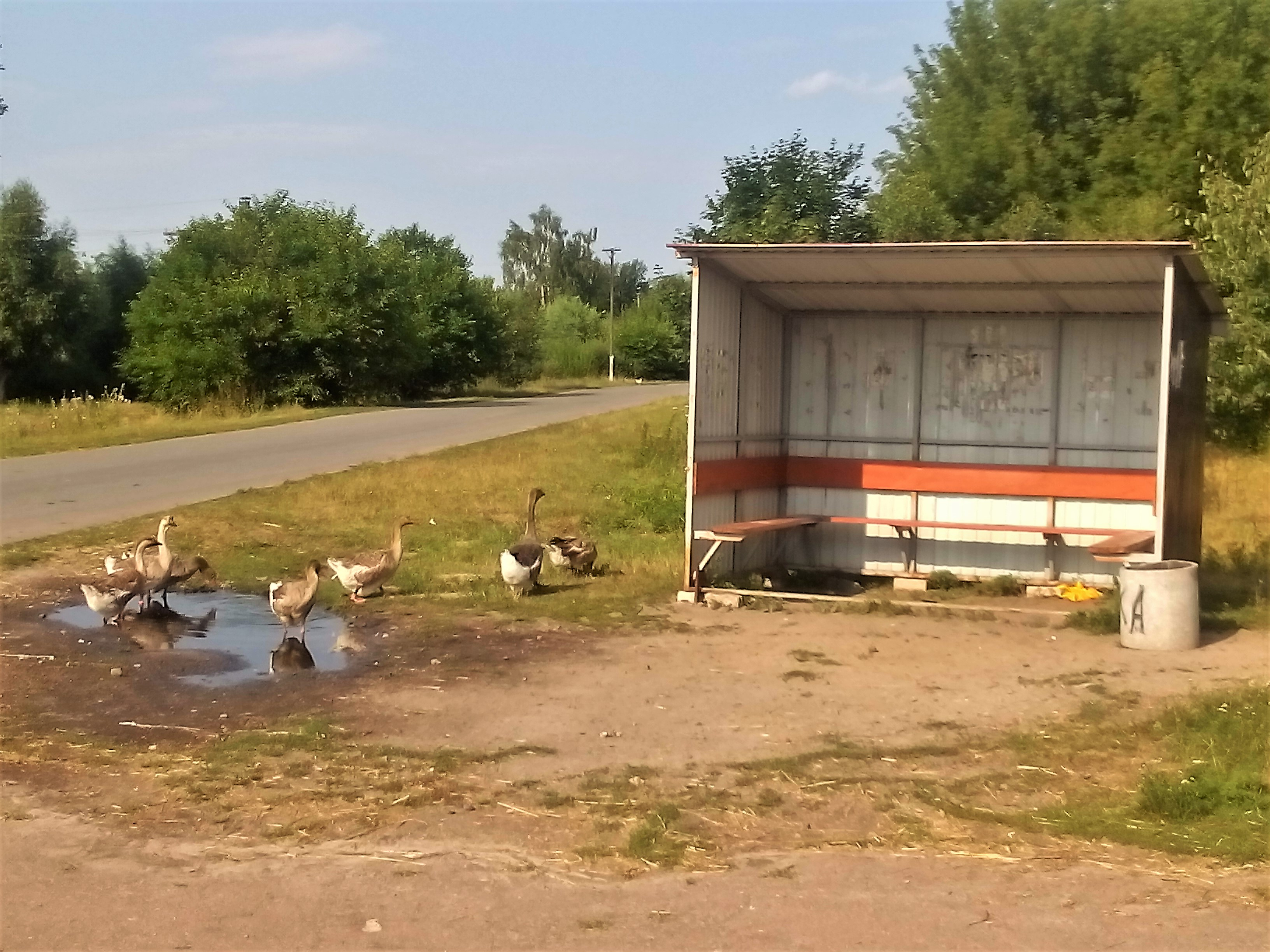
Зупинка автобуса на сході
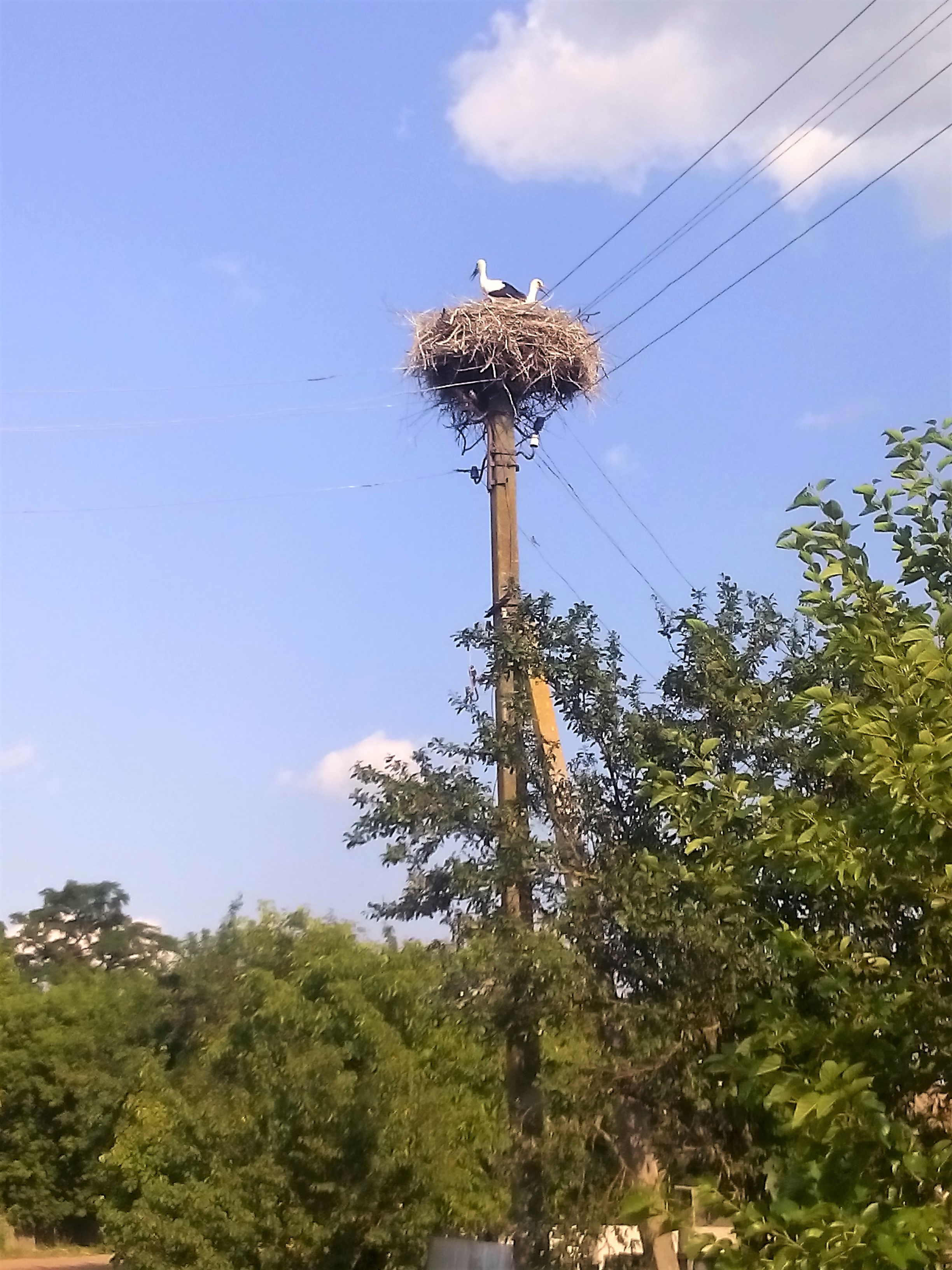
В селі багато лелек. Живуть у гніздах на стовпах
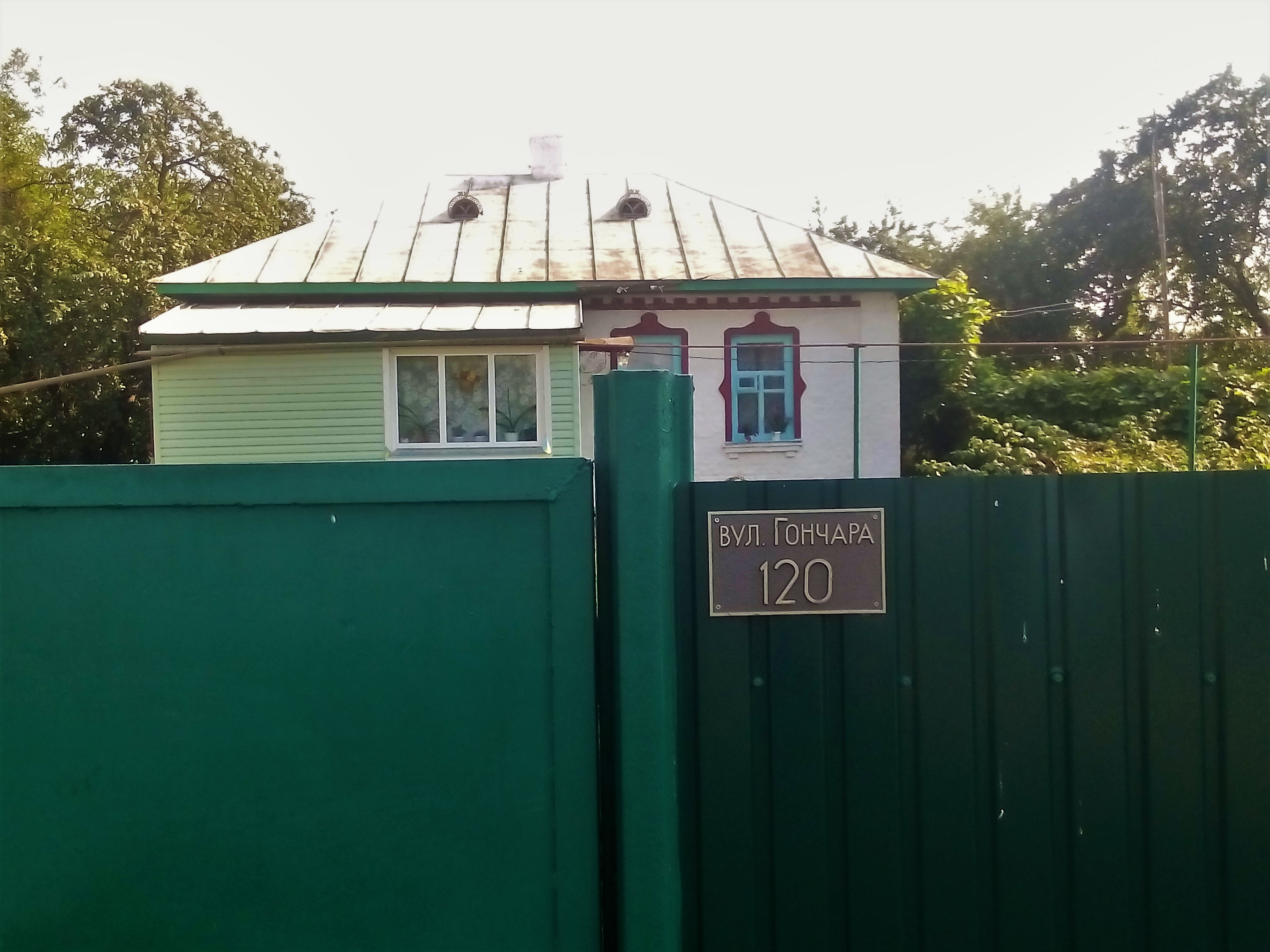
Вулиця Гончара 120
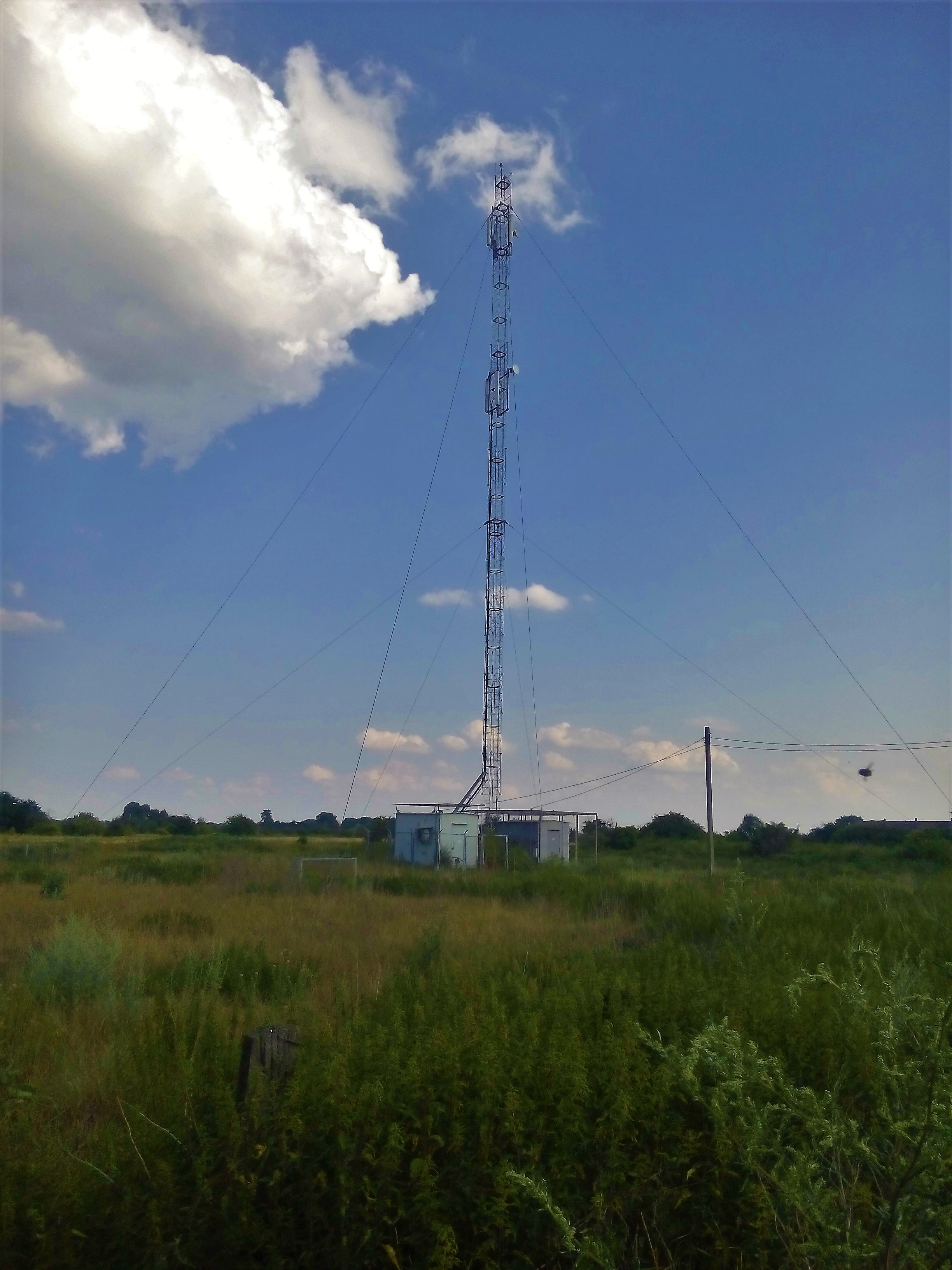
Вежа мобільного зв'язку на півночі села
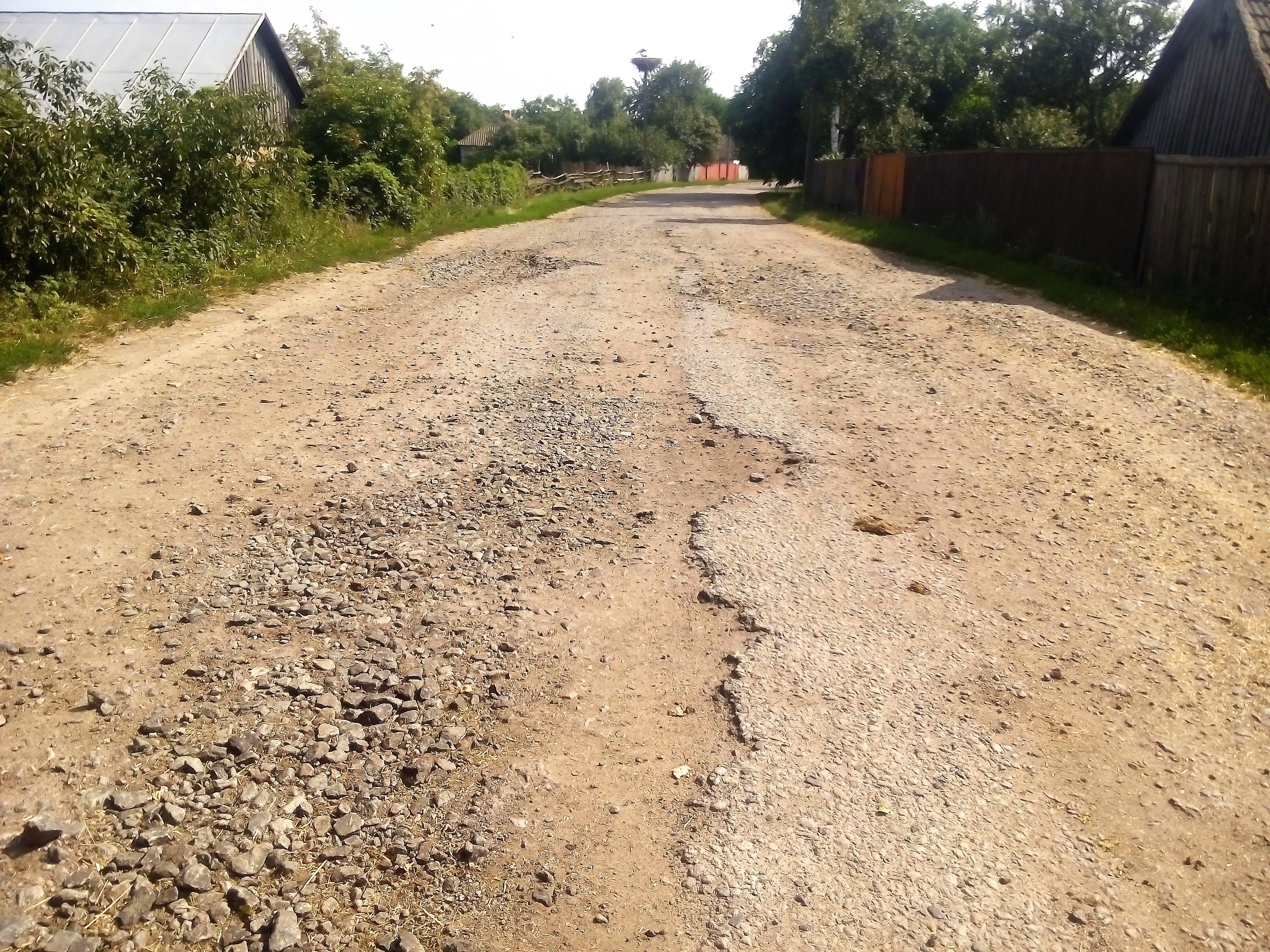
Місцями дороги у жалюгідному стані
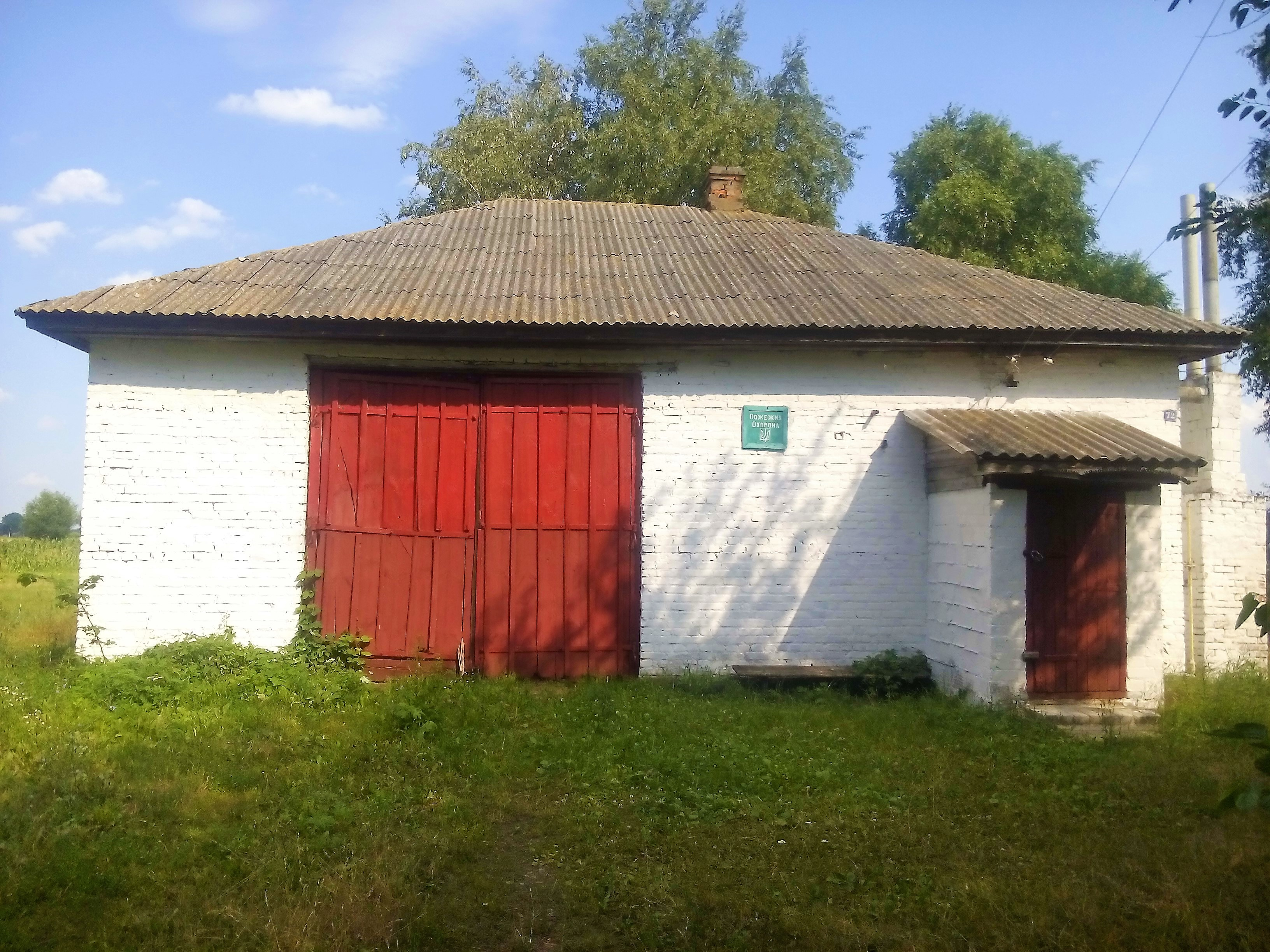
Пожежна частина
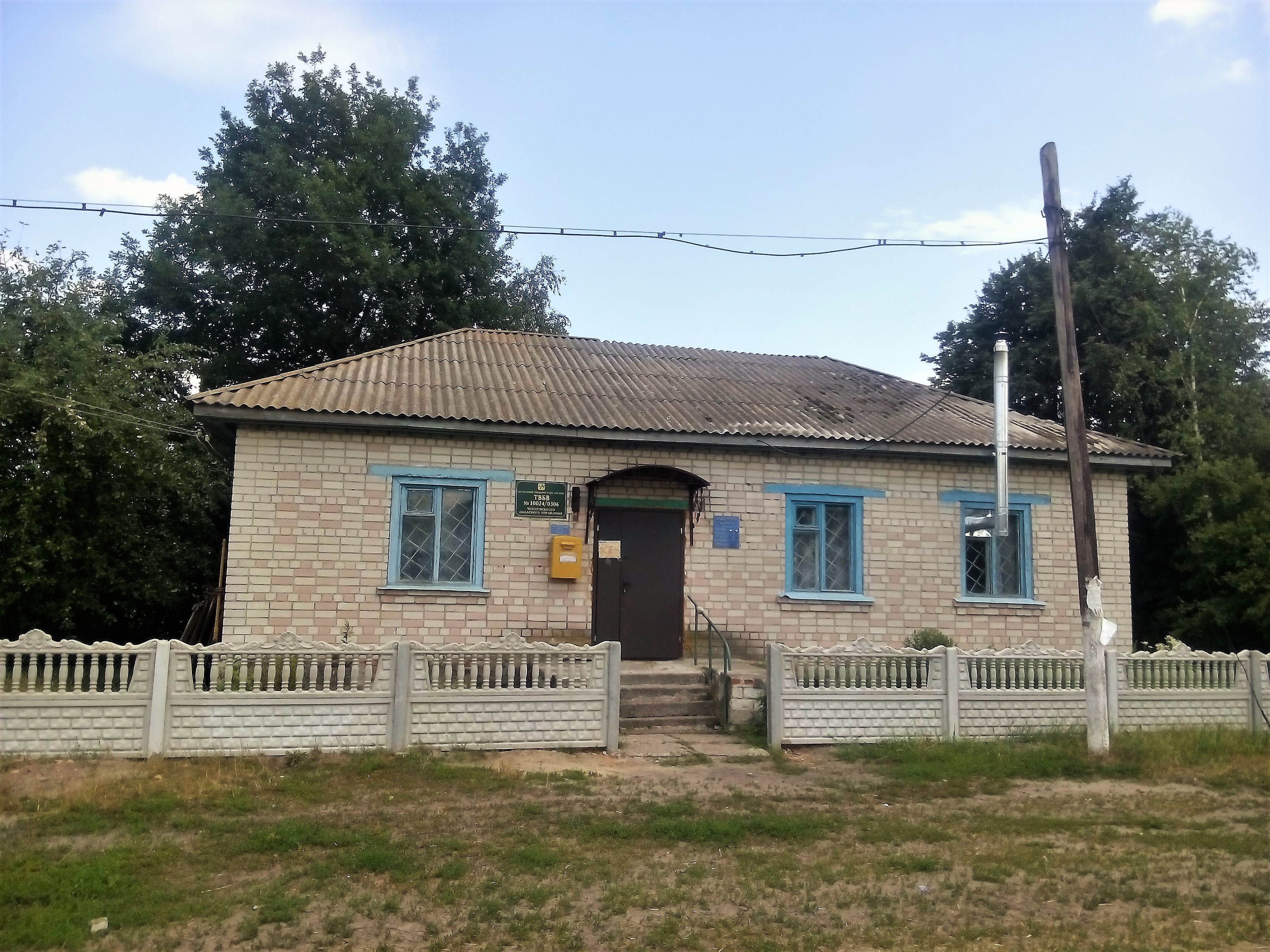
Ощадбанк і пошта